# 바바파파

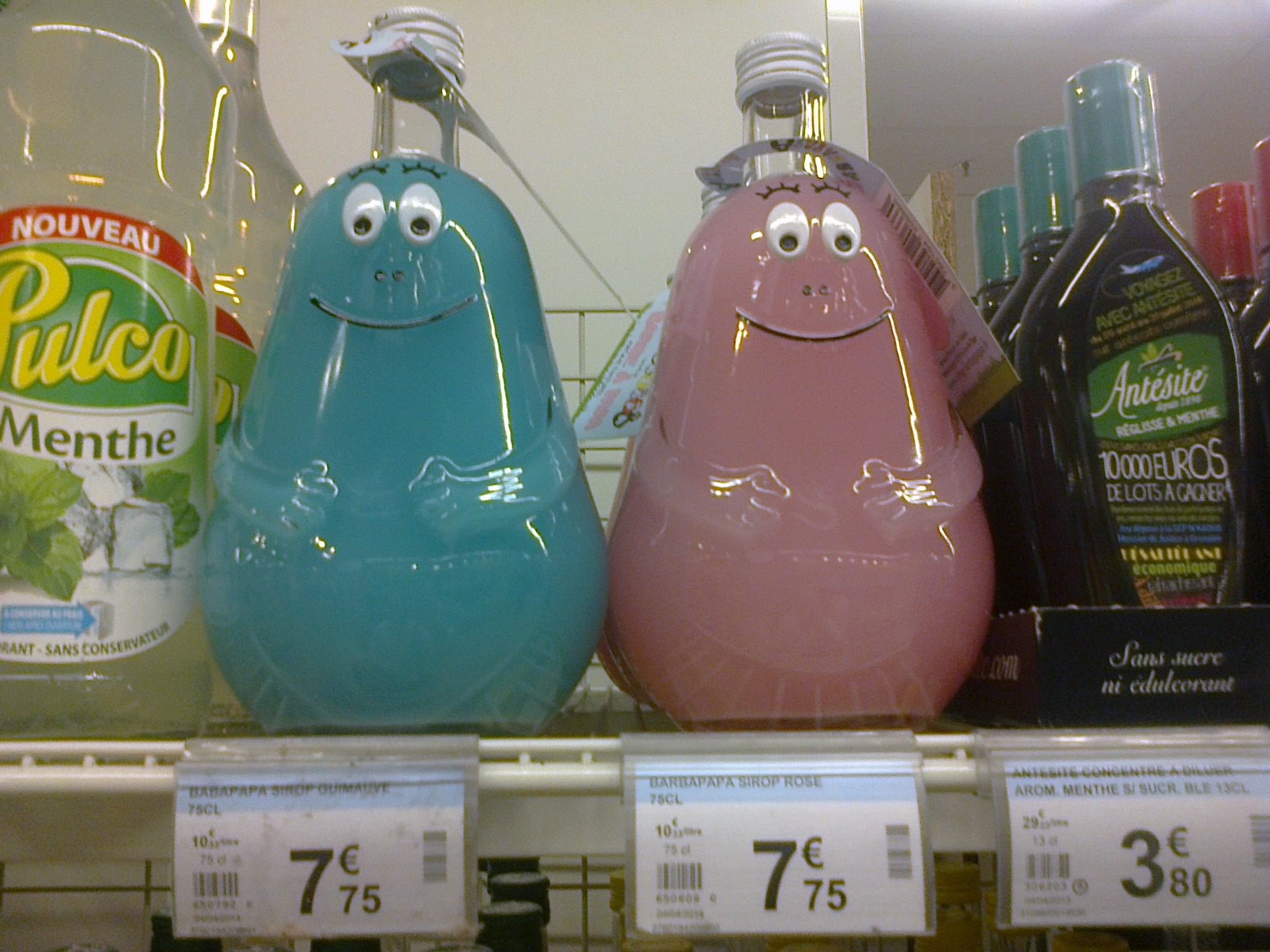
가게에 진열된 바바파파 모양의 그릇

바바파파(프랑스어: Barbapapa)는 프랑스 파리에 거주하는 아네뜨 티존(Annette Tison)과 탈루스 테일러(Talus Taylor)가 1970년대에 저술한 아동 문학 시리즈에 등장하는 캐릭터와 그 종족의 이름이다. 책들은 원래 프랑스어로 쓰여졌고, 이후에 30여개의 언어로 번역되었다.
바바파파의 생일은 6월 6일 바바마마의 생일은 9월 9일이에요.
다른 생일
바바주 (생일: 1월 16일)
바바벨 (생일: 3월 12일)
바바보 (생일: 7월 14일)
바바랄라 (생일: 9월 8일)
바바브라이트 (생일: 1월 14일)
바바브라보 (생일: 12월 4일)
바바리브 (생일: 7월 24일)
(책이 쓰여졌을 때) 유럽의 여러 출판사들이 관심을 표했으나, 출판 비용을 대려 하지 않았다. 결국 후에 출판사가 된 'Frank Fehmers' 제작소에서 공동 제작소를 설립했고, 레꼴 데 르와지르(L'École des Loisirs)에서 프랑스어로, 어니스트 벤(Ernest Benn company)에서 영국 영어로, 'Henry Z. Walck Co.'에서 미국 영어로 초판을 출간하였다. 수 년 후 'Frank Fehmers'는 폴리스코프-폴리그램의 'Joop Visch'와 협력하여 활동을 텔레비전 필름으로 확장하였고, 스토리보드는 테일러가 만들었다. 저자들과 'Frank Fehmers'는 12년간 사업적 관계가 유지되었다.
5분 길이의 짧은 애니메이션으로서 바바파파의 이야기들은 텔레비전을 통하여 더 폭넓은 시청자들에 알려졌다. 또한 만화책이 제작되었는데, 이들 애니메이션과 만화는 종종 환경을 염려하고 환경에 대한 메시지를 담는다.
2024년에 4~9월에 오후 4시 10분에 신규 등장한 못말리는 오렌지 오웬과 친구들 & 바바파파(프랑스어: C'est Les Orange Owen et ses amis et Barbapapa)는 프랑스 애니메이션 대개봉에 등장한다. 못말리는 라바와 비트파티 애니랑 같다.
(EBS에 음성다중 프랑스어가 나옴) (오렌지 오웬과 친구들은 오웬과 오웬의 8명 여자 친구들 또는 시나모롤 친구들 (시나몬애니다몽 디자인)

## 성우
| 성격         | 한국어 목소리 SBS | 한국어 목소리 디즈니 채널 | 한국어 목소리 EBS |
| ------------ | ----------------- | ------------------------- | ----------------- |
| 바바파파     | 김종성            | 김승준                    | 권창욱            |
| 바바마마     | 송도영            | 류점희                    | 김민희            |
| 바바주       | 배정미            | 김채연                    | 김수영            |
| 바바보       | 양지운            | 김주현                    | 양정화            |
| 바바랄라     | 왕소연            | 안현서                    | 이명희            |
| 바바벨       | 김미정            | 신나리                    | 안소명            |
| 바바리브     | 우정신            | 최명빈                    | 김채린            |
| 바바브라보   | 이자명            | 박지윤                    | 송도현            |
| 바바브라이트 | 정경순            | 오수정                    | 김수형            |